# الحزب الإسلامي قلب الدين
الحزب الإسلامي قلب الدين (بالفارسية: حزب اسلامی گلبدین؛ اختصار HIG) ، يشار إليه أيضًا باسم الحزب الإسلامي أو الحزب الإسلامي في أفغانستان (HIA)، هو حزب سياسي وجماعة شبه عسكرية أفغانية، تأسس في الأصل عام 1976 باسم الحزب الإسلامي ويقوده قلب الدين حكمتيار. في عام 1979، انفصل مولوي يونس خالص عن حكمتيار وأنشأ مجموعته الخاصة، والتي أصبحت تُعرف باسم الحزب الإسلامي خالص؛ والجزء المتبقي من الحزب الإسلامي، الذي لا يزال يتزعمه حكمتيار، أصبح يعرف باسم الحزب الإسلامي قلب الدين. يسعى الحزب الإسلامي إلى محاكاة جماعة الإخوان المسلمين واستبدال الفصائل القبلية المختلفة في أفغانستان بدولة إسلامية موحدة واحدة. هذا يضعهم في خلاف مع طالبان الذين هم أكثر اهتماماً بالقبلية (التي هي معظمها من البشتون).
خلال الحرب السوفيتية الأفغانية (1979–1989)، تم تمويل الحزب الإسلامي قلب الدين بشكل جيد من قبل القوات المناهضة للاتحاد السوفيتي من خلال الاستخبارات الباكستانية. في منتصف التسعينات، "تم تجاهل الحزب من قبل السياسة الأفغانية" بسبب صعود طالبان. في الحرب التي وقعت بعد عام 2001 في أفغانستان، "ظهر الحزب مرة أخرى كجماعة متشددة عدوانية، وتتحمل مسؤولية العديد من الهجمات الدموية ضد قوات التحالف وإدارة الرئيس حامد كرزاي". وقد تم تقدير قوة قتالها "أحياناً إلى آلاف". وقعت المجموعة اتفاقية سلام مع إدارة غني في عام 2016.
بعد انهيار جمهورية أفغانستان الإسلامية في 17 أغسطس 2021، التقى حكمتيار مع كرزاي، رئيس أفغانستان السابق، وعبدالله عبد الله، رئيس المجلس الأعلى للمصالحة الوطنية والرئيس التنفيذي السابق، في الدوحة سعيًا لتشكيل حكومة (على الرغم من أنه لم يتضح ما إذا كان كرزاي أو عبد الله سيشارك مباشرة في أي من هذه الحكومات).  ظهر الرئيس أشرف غني، بعد فراره من البلاد إلى إما طاجيكستان أو أوزبكستان، في الإمارات العربية المتحدة وقال إنه يدعم مثل هذه المفاوضات ويقول إنه في محادثات للعودة إلى أفغانستان.